# Unidas por Extremadura
Unidas por Extremadura es una coalición electoral española de la comunidad autónoma de Extremadura.
Está integrada por los partidos Podemos, Izquierda Unida y Alianza Verde, y por diversas personalidades independientes de la región.
Se constituyó el 12 de marzo de 2019 bajo el nombre Unidas por Extremadura-Podemos-IU-Equo-Extremeños, con el objetivo de "Ganar Extremadura para la gente" y de "dignificar la posición de la región respecto al resto del país". Tras la salida de Equo de la confluencia extremeña, Podemos, Izquierda Unida y Extremeños son las formaciones que la componen, estando los tres secretarios generales de estas formaciones en la Asamblea de Extremadura como diputados autonómicos. En 2023 Extremeños también abandonó la coalición, pasando a formar parte de la misma Alianza Verde.
Se define como una coalición de izquierdas, progresista, ecologista y feminista que lucha por los intereses de la región, por una transición ecológica justa, por la igualdad de género y por lograr un nivel de vida digno para toda la población. 
Su líder es desde que se constituyó la secretaria general de Podemos Extremadura, Irene de Miguel Pérez, ingeniera agrónoma, técnica medioambiental y horticultura, quién con 39 años ha sido la primera mujer candidata para la presidencia de la Junta de Extremadura que ha conseguido representación en las dos provincias extremeñas. En las primarias de Podemos Extremadura de 2020 ganó la secretaría general con el 95% de los apoyos.
Esta coalición se ha trasladado como modelo al ámbito municipal (Unidas por Badajoz, Unidas por Cáceres...), aunque en algunas localidades, Extremeños se presentaron por su cuenta.
- En 2022 se dividió en coaliciones:
  - 1 Unidas por Extremadura, conformada por:
    - Podemos Extremadura
    - Izquierda Unida Extremadura
    - Alianza Verde (Extremadura)
      - para presentarse a las elecciones municipales, autonómicas y generales de 2023.

  - 2 Levanta Extremadura conformada por:
    - Extremadura Unida,
    - Extremeños y
    - Cacereños por Cáceres,
      - para presentarse a las elecciones municipales, autonómicas y generales de 2023.[4]

  - Verdes Equo y Más País han decidido no presentarse a Elecciones a la Asamblea de Extremadura de 2023.

De cara a las Elecciones generales de España de 2023 se presentan integrados en la candidatura Sumar-Unidas por Extremadura.

## Resultados electorales
Resultados de la coalición en las principales ciudades de Extremadura en las que concurrió:
| Ciudad               | Badajoz | Cáceres | Mérida | Plasencia | Zafra  | Almendralejo | Montijo | Navalmoral de la Mata | Olivenza | Don Benito |
| Porcentaje           | 4.08 %  | 6.75 %  | 6.5 %  | 9.16 %    | 8.28 % | 4.19 %       | 10.45 % | 5.25 %                | 12.82 %  | 2.64 %     |
| Concejales           | 0       | 2       | 1      | 2         | 1      | 0            | 2       | 1                     | 2        | 0          |
| Miembro del Gobierno | No      | No      | No     | No        | No     | No           | No      | No                    | A. E.    | No         |

Resultados en las elecciones autonómicas en las 2 provincias:
|         | Porcentaje | Diputados |
| ------- | ---------- | --------- |
| Badajoz | 5,94 %     | 2         |
| Cáceres | 6,05 %     | 2         |
| Total   | 5,98 %     | 4         |